# Allonothrus hirtus
Allonothrus hirtus är en kvalsterart som först beskrevs av Balogh 1958.  Allonothrus hirtus ingår i släktet Allonothrus och familjen Trhypochthoniidae. Inga underarter finns listade i Catalogue of Life.